# Filantropia

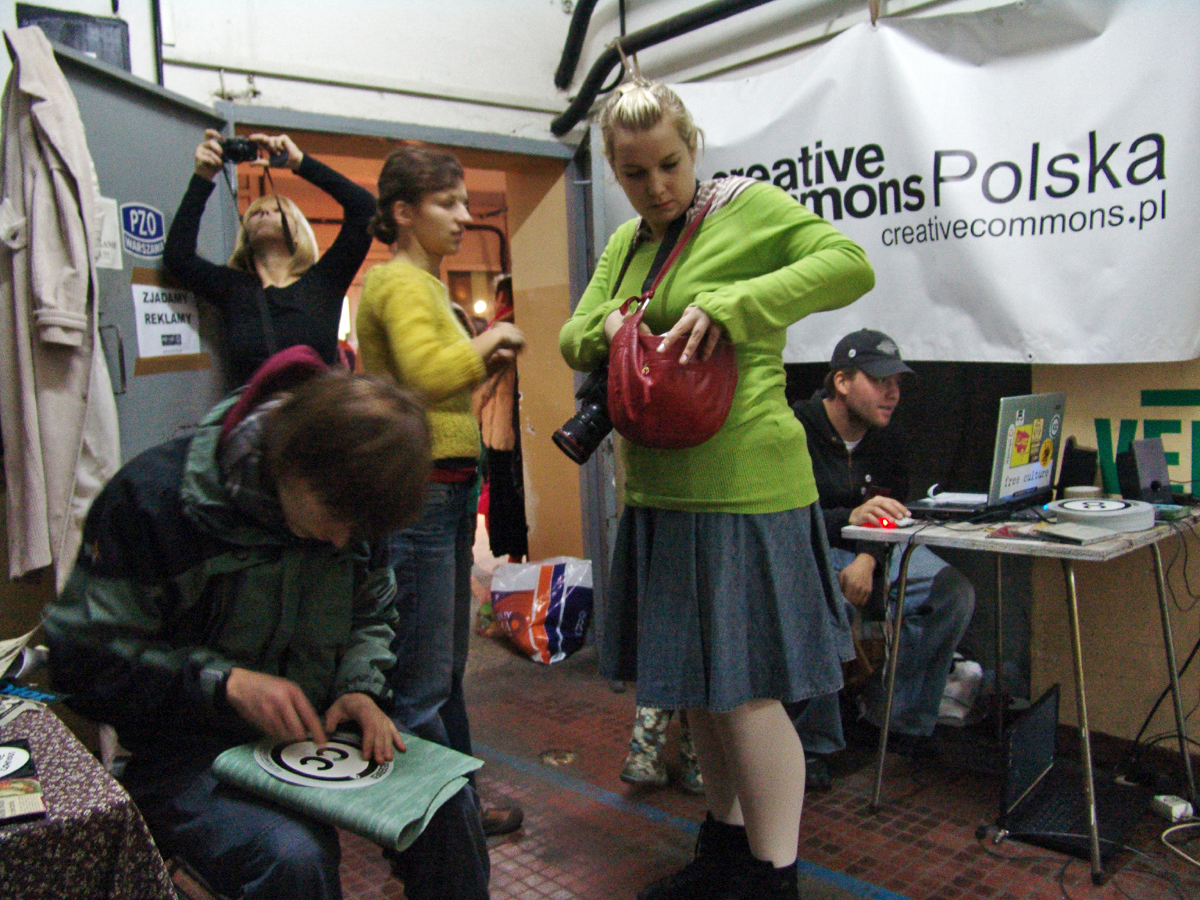
En 2006, Polònia va celebrar el seu quart aniversari de Creative Commons com a part de l'esdeveniment "Processat": un mercat artístic amb reciclatge i el treball dels joves dissenyadors a la fàbrica de l'antiga fàbrica òptica estatal. A l'estand es distribueixen regals d'aniversari: els visitants del mercat podrien copiar un CD de música disponible sota les llicències de CC de franc i, a continuació, crear la seva pròpia portada.

La filantropia és l'amor del gènere humà i tot el que a la humanitat respecta, particularment, en la seva forma positiva i constructiva, expressat en l'ajuda als altres sense que necessàriament calgui un bescanvi o cap interès en una resposta. La filantropia, al contrari de la caritat o la beneficència, no és un terme moral ni polític sino una passió filosòfica personal en general antipolítica. És l'oposat a la misantropia, per bé que cada una de les dues pot revestir trets de l'altra.
Els esforços filantròpics són relitzats per part d'individus o per grups d'individus organitzats. Donatius a organitzacions humanitàries, persones, comunitats, o treballant per a ajudar els altres, directament o per mitjà d'una organitzacions no governamentals amb fins no lucratius, així com ho és el treball de voluntari per a prestar suport a institucions que tenen el propòsit específic d'ajudar els éssers vius i millorar les seves vides, són considerats actes filantròpics.

## Etimologia
L'etimologia de la paraula filantropia deriva les seves arrels del grec φίλος philos (o fils), i άνθρωπος, antropos, que es traduïxen respectivament com "amor" (o "amant de", "amic de"), i "home" (o "ésser humà"), pel que filantropia significa "amor a la humanitat". La seva antonímia és misantropia.

## Història
El terme va ser creat per Julià l'Apòstata. Una de les tasques primordials de Julià com a emperador, va ser la de restaurar el paganisme com religió dels romans, en aquest intent va imitar a l'església cristiana en totes les seves institucions i fins i tot en la seva doctrina, com en aquest cas, així va encunyar el terme "filantropia" per a suplir al cristià de caritat, que formava una de les virtuts de la nova religió i que mai havia estat part del paganisme com religió a Roma o Atenes.
Als Estats Units destaca l'empresari Andrew Carnegie, que va escriure L'evangeli de la riquesa i es va dedicar a la filantropia a gran escala, amb especial èmfasi en la creació de biblioteques locals, la pau mundial, l'educació i la investigació científica. Uns altres filantrops americans importants del segle xx van ser els empresaris John D. Rockefeller i Henry Ford.